# Junkers Ju 52/1m
Junkers Ju 52/1m – niemiecki samolot transportowy przedsiębiorstwa Junkers, będący poprzednikiem znanego modelu Ju 52/3m. W odróżnieniu od Ju 52/3m (potocznie Ju 52) był wyposażony w jeden silnik. Dzięki przestronnej i dogodnej przestrzeni ładunkowej zwany był „latającym wozem meblowym”. Po raz pierwszy zaprezentowano go publicznie 17 lutego 1931 roku w Berlinie.